# Mocsári nőszőfű
A mocsári nőszőfű (Epipactis palustris) a kosborfélék családjába tartozó, lápréteken, mocsarakban élő, Magyarországon védett növény.

## Megjelenése

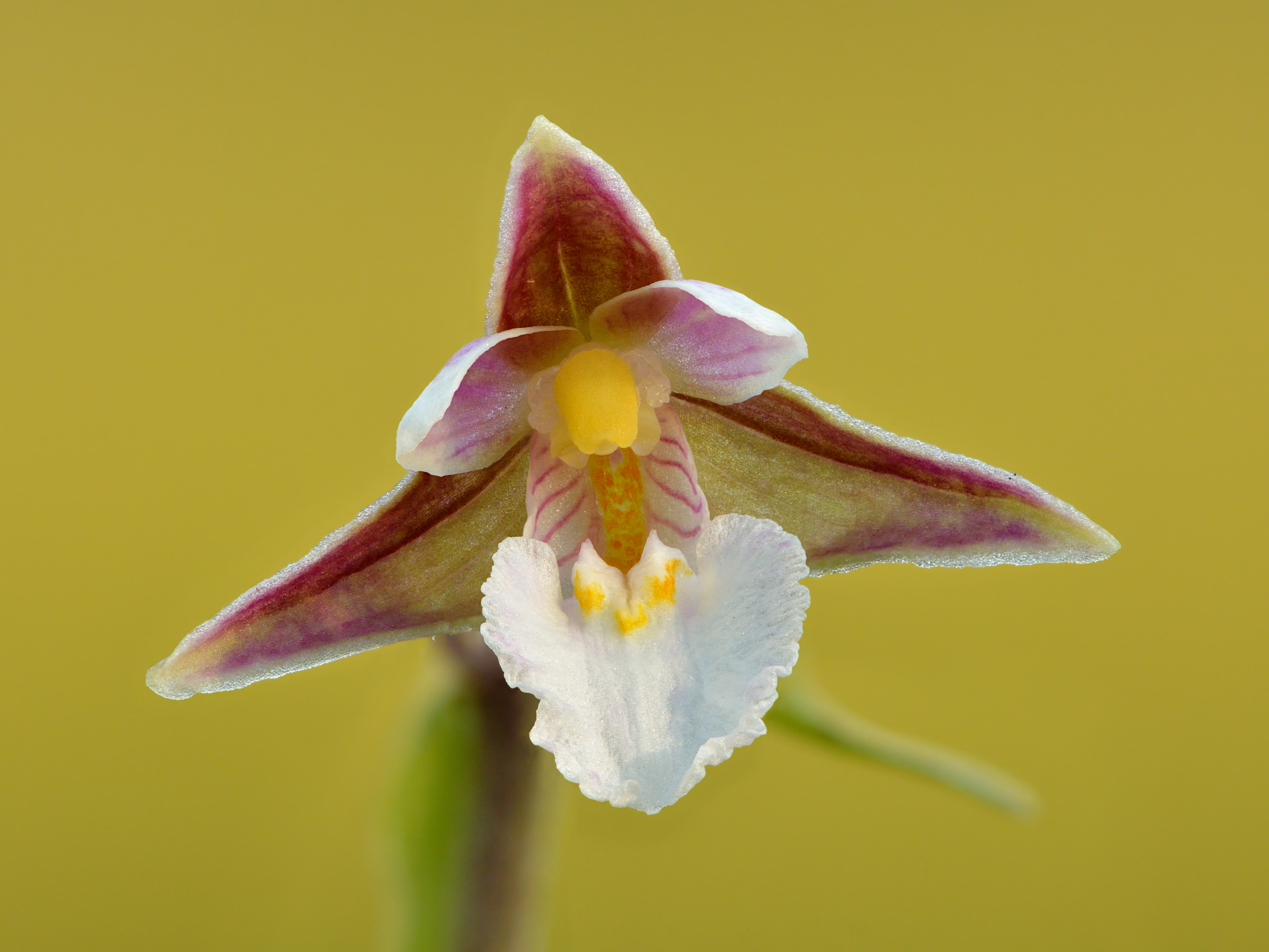
Virága

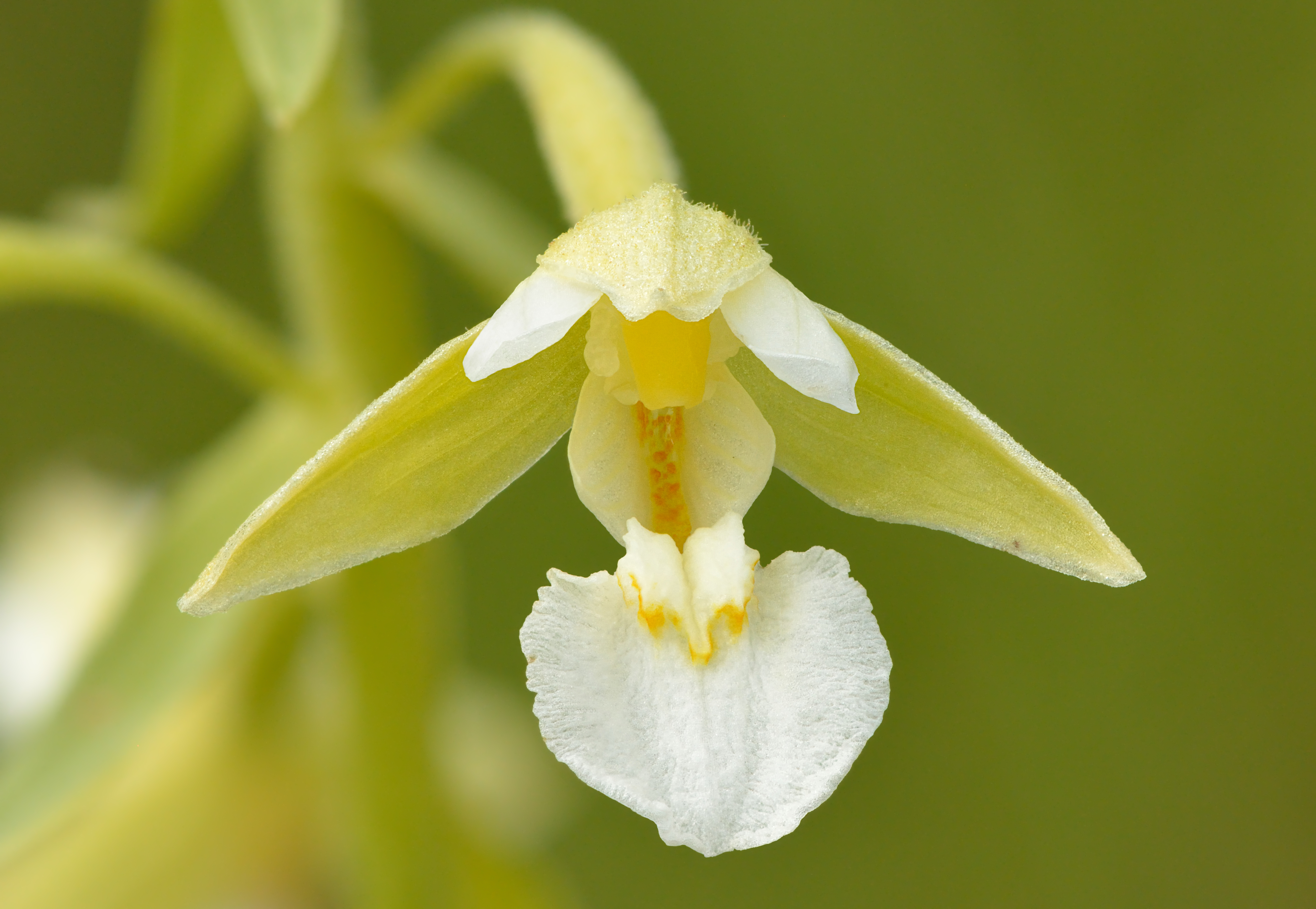
Epipactis palustris var. ochroleuca

A mocsári nőszőfű 33–67 cm magas, lágyszárú, évelő növény. Vízszintesen kúszó gyöktörzse hosszú, elágazó. Szárának felső része, a virágok magháza és külső lepellevelei (szirmai) sűrűn pelyhes-szőrösek. A szár alsó részén 2-3 barna allevél található; felül 7-8 felső felén fényes lomblevél, amelyek hossza 7–12 cm, szélessége 1,5-3,5 cm. A levelek mérete, szélessége felfelé haladva csökken; alul inkább tojásdadok, felül már szálas-lándzsásak.
Június-augusztusban nyílik. 5-30 bókoló virága nagyjából egy irányba néző, laza fürtöt alkot. A külső lepellevelek halványzöldek barnásvörös futtatással, alakjuk tojásdad-lándzsás, hosszuk 10–13 mm, szélességük 3,5-5,5 mm. A belső lepellevelek kisebbek, fehérek, erezetük lilásvörös. A mézajak két részre tagoldóik, a fehér csúcsi rész (epichil) pajzs alakú, hullámos csipkés szélű, tövén két sárgás szélű dudorral. A hátsó rész (hypochil) fehéres alapon vörösesen csíkozott, itt történik a nektártermelés.
Termése bókoló, tojásdad alakú, 14,5-18,5 mm hosszú és 4-6,5 mm vastag toktermés, benne 1100-9700 apró, lisztfinomságú maggal.

## Elterjedése
Eurázsiai faj, elterjedésének déli határa Spanyolország-Szicília-Peloponnészosz-Kis-Ázsia-Irán vonalon húzódik. Kelet felé a Bajkál-tóig, északon Dél-Skandináviáig, nyugaton a Brit-szigetekig hatol. Magyarországon elsősorban a Duna-Tisza közén, a Dunántúli-középhegységben, a Kisalföldön és a Szigetközben található meg; szórványos állományai előfordulnak az Északi-középhegységben, a Tiszántúlon és a Beregi-síkon. 

## Életmódja
A mocsári nőszőfű üde láprétek, forráslápok, magassásosokban, nádasok szélén, ritkábban nedves, szikesedő réteken él, főleg síkvidéken (magyarországi előfordulásainak 66%-a). Pionír növény, gyakran telepszik meg homok- és kavicsbányákban, árkokban. Élőhelyein a talaj kémhatását pH 6,6-8,3 (átlagosan 7,5) közöttinek mérték. Fényigényes, legfeljebb az enyhe, időszakos árnyékolást tűri el.
Magvainak csírázása ősszel kezdődik és tavasszal indul meg gyöktörzsének növekedése. Ehhez a 2-3 évig tartó folyamathoz feltétlenül szüksége van (pl. a Rhizoctonia nemzetségbe tartozó) gombák jelenlétére és szimbiotikus kapcsolatára (mikorrhiza). A felnőtt növényekben a gomba jelenléte már opcionális. Ahol mégis megtalálható, a növény nitrogénforgalmának 30%-a származhat a gombafonalakból.
Májusban hajt ki, majd június-augusztus között virágzik. Virágzásának átlagos középnapja július 4. A magvak augusztus-szeptemberre érnek be. Elsősorban rovarbeporzású, méhek, darazsak, legyek, lepkék, bogarak egyaránt látogatják. Virágjának alakja a magányos életmódú darazsak hímjeihez idomult leginkább, valószínűleg ők felelősek a megporzások többségéért. Rovarok híján önmegporzás történik. A virágok 48-84%-ban hoznak termést. A vegetatív szaporodás gyakori, a rizómákból egészen nagy sarjtelepek képződhetnek.   

## Természetvédelmi helyzete
A mocsári nőszőfű nagy elterjedési területe és helyenkénti gyakorisága miatt a Természetvédelmi Világszövetség Vörös listáján nem fenyegetett státuszt kapott. A mocsarak, lápok visszaszorulása miatt egyedszáma csökkenőben van és rosszul viseli a növényzet záródását, a nád és a magas kórók árnyékolását is. Magyarországon összesen 222 flóratérképezési négyzetből került elő, ebből 179-ben 1990 után is megtalálható; visszaszorulása 19%-os. Egyedszáma (az egy egyedhez tartozó sarjtelepeket nem számítva) néhány tízezresre becsülhető. 1982 óta védett, természetvédelmi értéke 10 000 Ft.            

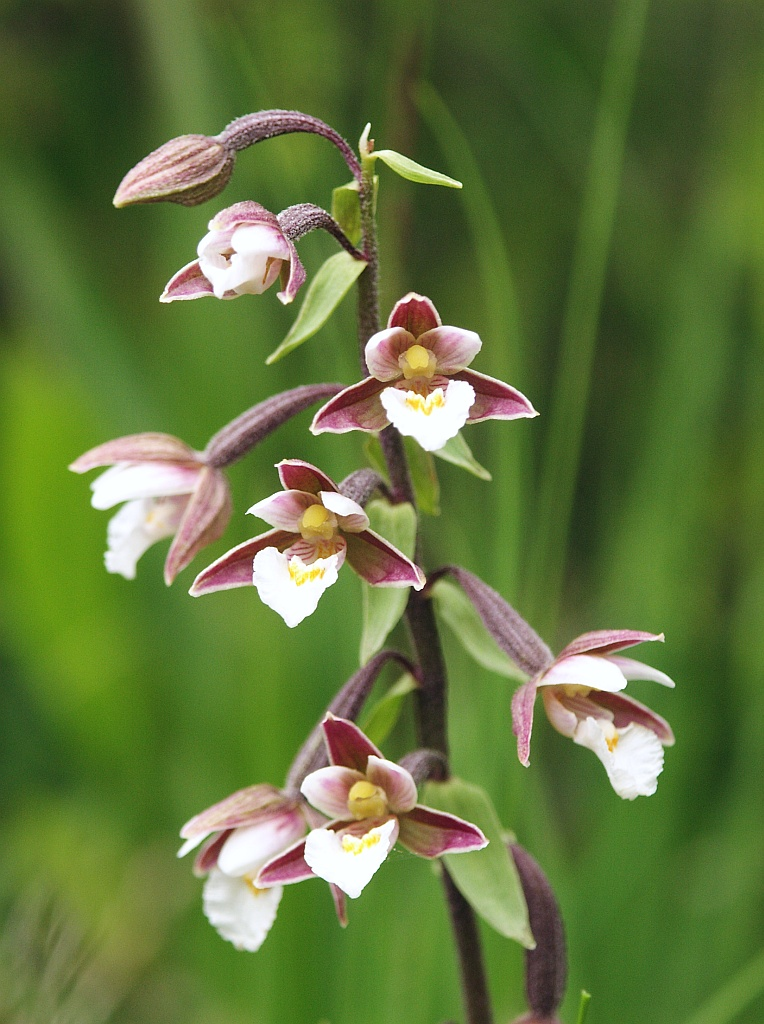
Virágzó nőszőfű
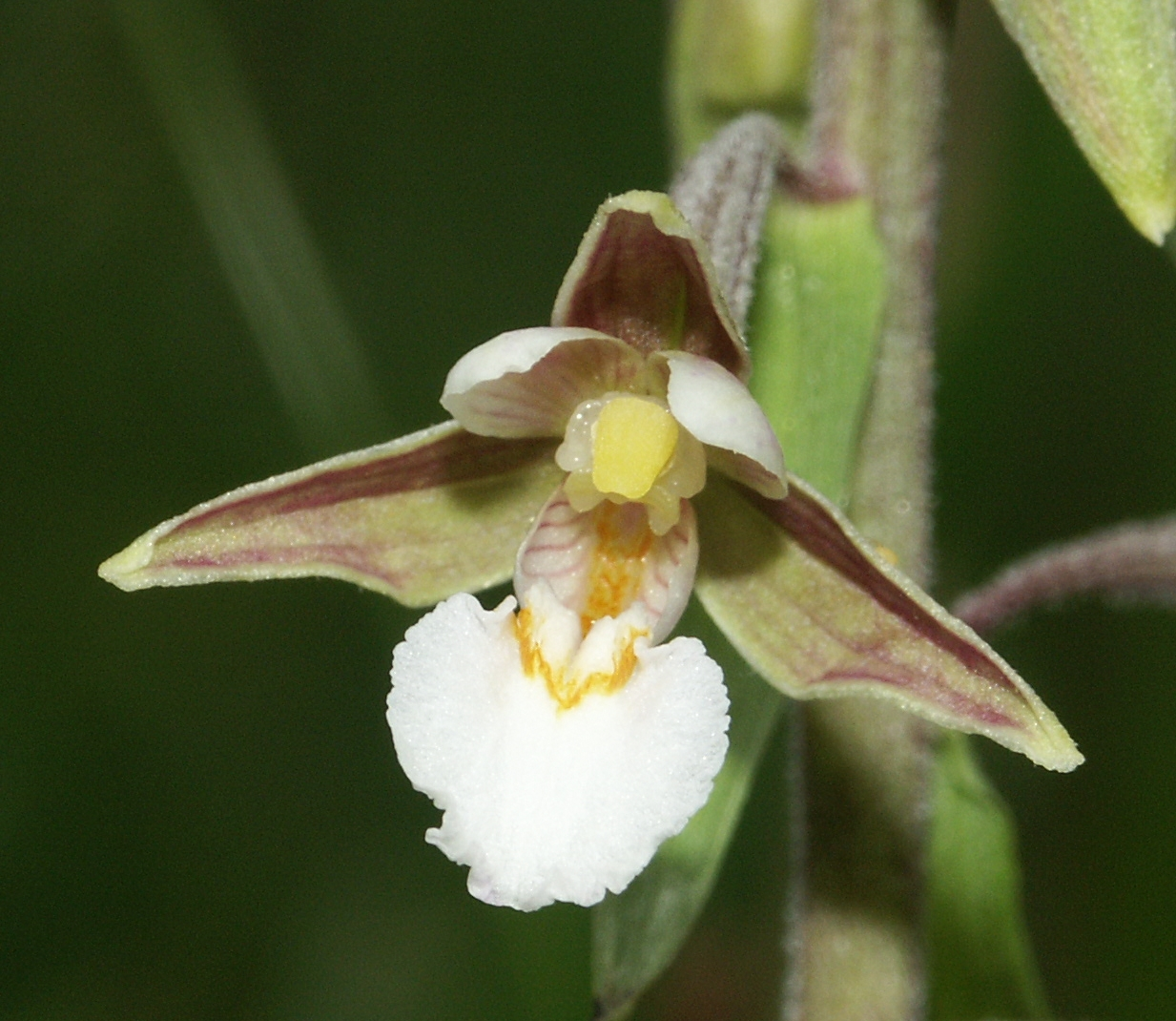
Virága közelről
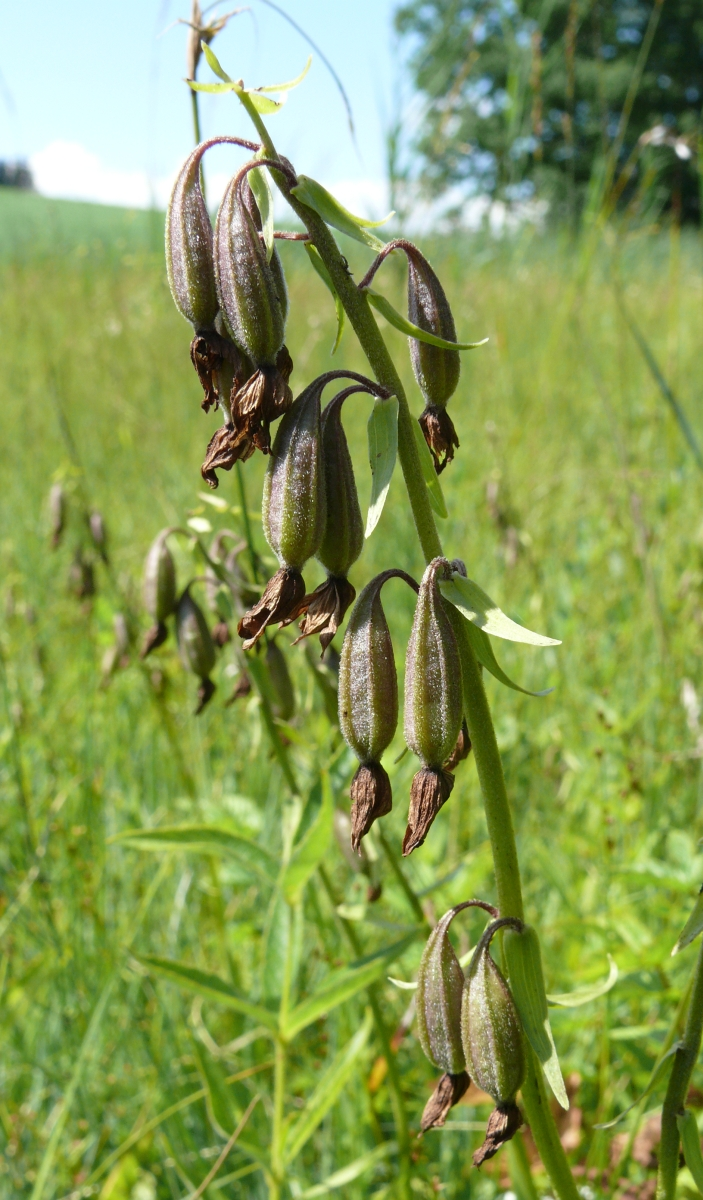
Érő termései
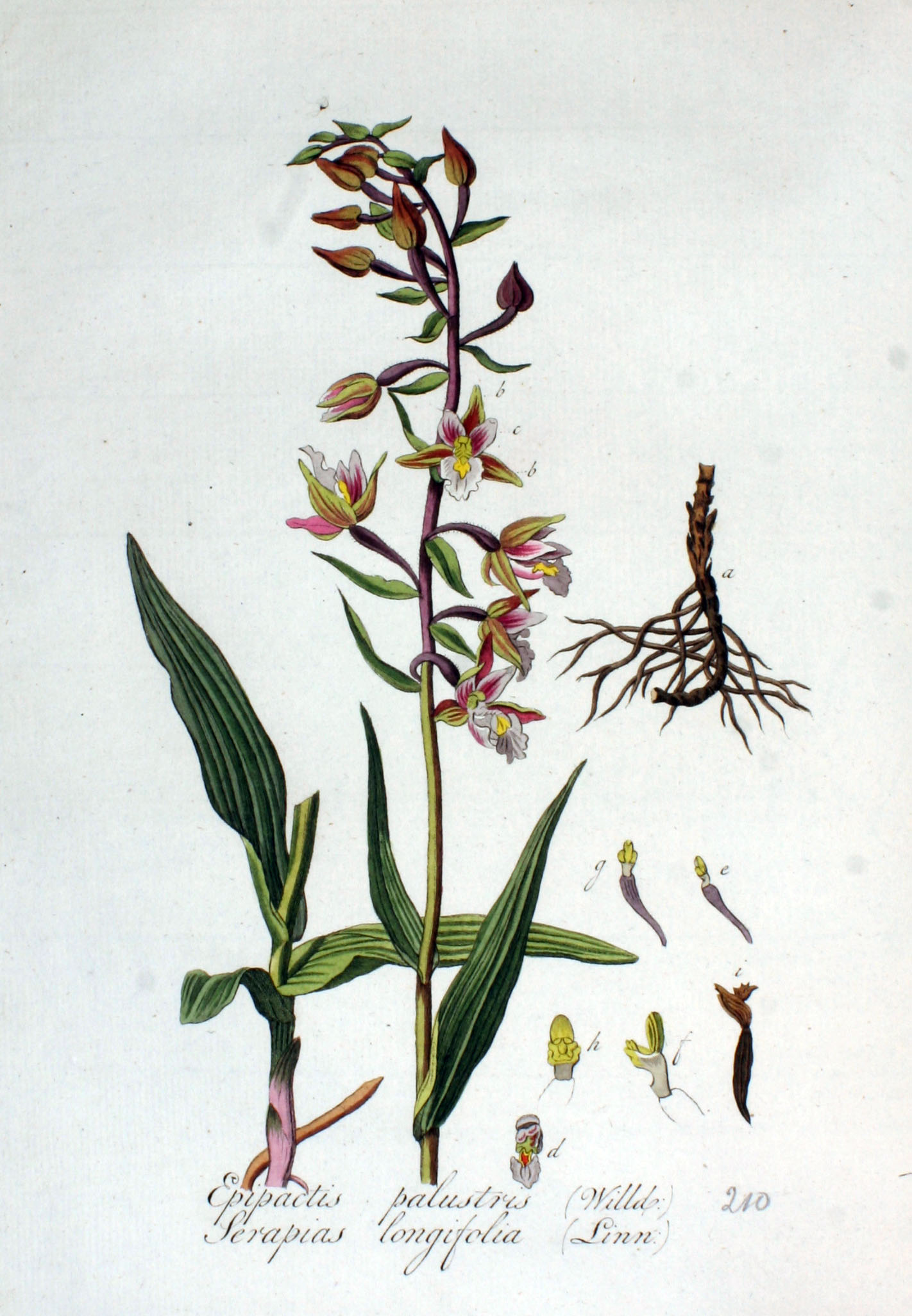
Ábrázolása a Flora Batava-ban (1814)